# Ровеньківський музей «Пам'яті загиблих»
Ровенькі́вський музе́й «Па́м'яті заги́блих» — музей пам'яті загиблих у нацистських катівнях в роки німецько-радянської війни. Музей розташований в підвалах міської лікарні, де в роки війни знаходилася нацистська в'язниця, в якій утримували й катували деяких членів організації «Молода гвардія». Внаслідок, п'ятьох з них  розстріляли неподалік у лісі.

## Історія музею
Після закінчення німецько-радянської війни громадські організації міста Ровеньки запропонували увічнити пам'ятні місця у місті, пов'язані з учасниками організації «Молода гвардія». У 1960 році в результаті зустрічей представників різних поколінь, в тому числі й осіб, членів підпільної організації «Молода гвардія», які вижили, було вирішено створити в підвалах міської лікарні меморіальний музей «Пам'яті загиблих» і спорудити пам'ятник на місці розстрілу молодогвардійців в Гримучому лісі. Силами ентузіастів розпочались пошуки матеріалів, документів. На замовлення ровенчан у м. Головін зроблено пам'ятник з чорного лабрадориту, який пізніше встановлено в Гримучому лісі. 9 травня 1965 на місці розстрілу членів угруповання «Молода гвардія» відбувся мітинг, присвячений відкриттю пам'ятника. У верхній його частині вигравірувані слова:
|  | Тут у лютому 1943 року по-звірячому закатовані молодогвардійці: - Олег Кошовий - Люба Шевцова - Семен Остапенко - Віктор Суботін - Дмитро Огурцов. |

На цоколі висічені слова:
|  | ... Але й мертві ми будемо жити в частці вашого великого щастя, адже ми вклали в нього наше життя ... |

Ровенківський музей «Пам'яті загиблих» був відкритий 27 грудня 1967 року в підвалах міської лікарні, де в роки війни знаходилася фашистська в'язниця, в якій утримували й катували деяких членів організації «Молода Гвардія». Спочатку музей складався тільки з трьох камер, у вересні 1972 року, в тридцяту річницю створення «Молодої гвардії», музей розширено й додано приміщення-підвали колишньої в'язниці. Тут розмістили нові розділи експозиції. До 60-річчя створення підпільної молодіжної організації «Молода гвардія» проведено реекспозицію музею. Нині експозиція розміщена в семи залах.

## Зали музею
Перший зал музею розповідає про початок німецько-радянської війни. В перші дні війни 6500 осіб вступили до народного ополчення, 200 склали основу винищувального батальйону. Робітники вугільних шахт міста Ровеньки та Свердловська стали основою 726-го стрілецького полку Червонопрапорної Таманської стрілецької дивізії, якою командував генерал-майор Петраковський Анатолій Йосипович, згодом — Герой Радянського Союзу. В експозиції представлені його особисті речі. На стендах розташовані фотографії добровольців, їх особисті речі і заяви до військкомату. Працездатне населення, яке залишилось в місті, будувало навколо міст і сіл оборонні споруди. В музеї представлені речі, зокрема кирка, лопата, лом — знаряддя праці будівельників оборонних споруд.
У другому залі розповідається про створення підпільної організації, про її діяльність та знаходяться особисті речі підпільників, молодогвардійців — хустка Люби Шевцової, сорочка Олега Кошового, малюнки Семена Остапенка, книги, патефон і багато іншого.
Тут же знаходяться документи, які видавалися окупантами і свідчать, що окупація стала важким тягарем для населення ще й через непосильні податки. Платили за все: за сад і водопровід, худобу, за медичне обслуговування і наявність у дворі собак. Одна з квитанцій, видана в жовтні 1942 року жителю міста С. І. Уривському, повідомляє, що він сплатив податок за собаку в розмірі 50 рублів.
З залах підвалу, до яких можна потрапити похмурими коридорами, розповідається про катування підпільників. Тут представлено два крісла, два столи, а біля стіни диба. Поруч з дибою розташовані знаряддя тортур, які застосовувалися в катівнях гестапо. На стінах камери — барельєф і репродукція картини М. Поплавського, «Олег Кошовий на допиті».
З підвалу можна потрапити в одиночну камеру, в яку ведуть важкі залізні двері. Над дверима — шматок обгорілої дошки з текстом німецькою мовою, який у перекладі означає: «Залиш надію, всяк, хто сюди входить». Дані слова взяті з «Божественної комедії» італійського поета Данте. У своєму творі він помістив їх над входом до пекла. Тут, у камері, за переказами, провів останні години життя Олег Кошовий.
Останній зал присвячений матеріалам, які увіковічнили пам'ять про жертви фашизму.